# 黒木真由
黒木 真由（くろき まゆ、1992年2月1日 - ）は、日本のラジオパーソナリティ、臨床検査技師、実業家。

## 経歴
広島県廿日市市出身。
山陽女子短期大学卒業。臨床検査技師として広島市立安佐市民病院に勤務。
病の原因は暮らしの中にあるのではないかと考え、2018年より、地域支援員として活動。中山間地域の住民の健康維持向上に取り組んだ。
2021年に「とこらぼ」を創設し、業務執行社員に就任。無印良品で「まちの保健室」を運営。

## 担当番組
- イブニング☆ディライト（FMはつかいち） 毎週金曜日17：00 - 18：30
- あさはら未来探し（FMはつかいち）第1木曜日11：30 - 正午